# Mövenberg (Altenhof)

Fachwerkkate Mövenberg um 1915

Mövenberg (oft, aber falsch, auch: Möwenberg) ist ein kleiner Ort in der Gemeinde Altenhof bei Eckernförde. Er liegt etwa 400 Meter östlich von Kiekut im Schnellmarker Holz dicht an der Steilküste der Eckernförder Bucht. Als Ort ist Mövenberg in amtlichen Karten, wie unter anderen seit 1879 in den Messtischblättern Eckernförde (anfangs Nr.: 303, später Nr.: 1525) eingetragen.
Die Zuwegung nach Mövenberg erfolgt heute über einen Weg vom Missionskinderheim in Kiekut aus; sie erfolgte früher über einen Weg vom Altenhofer Ort Jordan (heute: Jordanschule) aus.
Maximal vier Gebäude sind auf alten Karten in Mövenberg verzeichnet, von denen wahrscheinlich alle mit Ausnahme der Fachwerkkate Mövenberg oder Mövenkate mit ihrem reetgedecktem Walmdach (ansatzweise: Krüppelwalmdach) stets unbewohnte Nebengebäude waren. Diese Fachwerkkate aus dem 18. Jahrhundert mit der Adresse Mövenberg 1 steht heute unter der Objektnummer 7663 unter Denkmalschutz. Sie sei „geschichtlich“ und die „Kulturlandschaft prägend“ wird zur Begründung der Unterdenkmalschutzstellung angegeben. Die Kate gehört der Bundeswehr; 1962 wurde das Gelände um die Kate weiträumiger abgesperrt und ein Wanderweg, der zuvor direkt an der Kate vorbeiführte, verlegt.
Als Mövenberge oder Gelbe Berge werden die von Kiekut in östlicher Richtung ausgehenden Hügel bezeichnet, die abrupt als Steilküste zur Ostsee abbrechen.